# Битка за Чернобил
Битката за Чернобил е военна конфронтация в Чернобилската забранена зона между Русия и Украйна на 24 февруари 2022 г., през първия ден от руското нападение над Украйна през 2022 г. Руските сили, нахлуват от Беларус, превземат района на атомната електроцентрала в Чернобил до края на същия ден. Повече от 300 души, 100 работници и 200 украински охранители са в капан на електроцентралата, откакто руснаците превземат мястото.

## Битката
В следобеда на 24 февруари 2022 г., първия ден от руската инвазия в Украйна през 2022 г., украинското правителство обявява, че руските сили са предприели атака по превземане на Чернобилската забранена зона. До края на деня украинското правителство съобщава още, че руските сили са превзели Чернобил и Припят. След превземането на зоната от Русия, според американското правителство „има достоверни съобщения, че руски войници в момента държат за заложници персонала на съоръженията в Чернобил“.
Асошиейтед прес съобщава, че артилерийски обстрел е попаднал в местата за съхранение на радиоактивни отпадъци и е наблюдавано увеличение на радиоактивността. Въпреки това, Международната агенция за атомна енергия заявява, че „няма жертви или разрушения на промишлената площадка.“

## Реакции
Украинският президент Володимир Зеленски нарича превземането на зоната от Русия като „обявяване на война срещу цяла Европа“.
Михаил Подоляк, съветник на ръководителя на кабинета на президента на Украйна, е цитиран да казва, че това е „напълно безсмислена атака“ и „състоянието на бившата атомна електроцентрала в Чернобил, конфайнмента и съоръженията за съхранение на ядрени отпадъци е неизвестен". Въпреки това, Международната агенция за атомна енергия заявява, че „няма жертви и разрушения на промишлената площадка“ и че е „от жизненоважно значение безопасната и сигурна работа на ядрените съоръжения в тази зона да не бъде засегната или нарушена в каквото и да било начин".

## Руско управление
На 9 март 2022 г. украинският външен министър Дмитро Кулеба заявява, че тъй като електрозахранването на Чернобилската АЕЦ е било повредено, тя е няма захранване и че резервните системи на дизелов генератор имат достатъчно гориво само за поддържане на операции по охлаждане за 48 часа, което означава, че ще има опасност от изтичане на радиация. Рискът е несигурен, от една страна украинските офицери имат надеждата да включат други държави във войната, от друга страна руските военни операции вече показват толерантност към създаването на ядрен риск, когато предизвикаха пожар при превземането на Запорожката атомна електроцентрала.
Международната агенция за атомна енергия признава, че липсата на електричество може да влоши радиационната безопасност, по-специално поради увеличеното работно натоварване и стреса върху 210-те служители, работещи без смяна на обекта. МААЕ също така изразява загриженост относно прекъсването на комуникациите и капацитета на персонала да взема решения без натиск. На 11 март 2022 г. е съобщено, че всички контакти с тях и централата са загубени.